# Б'юкенен (Вірджинія)
Б'юкенен (англ. Buchanan) — місто (англ. town) в США, в окрузі Ботаторт штату Вірджинія. Населення — 1196 осіб (2020).

## Географія
Б'юкенен розташований за координатами 37°31′15″ пн. ш. 79°41′28″ зх. д. / 37.52083° пн. ш. 79.69111° зх. д. (37.520854, -79.691059).  За даними Бюро перепису населення США в 2010 році місто мало площу 5,76 км², з яких 5,64 км² — суходіл та 0,12 км² — водойми.

## Демографія
Згідно з переписом 2010 року, у місті мешкало 1178 осіб у 531 домогосподарстві у складі 331 родини. Густота населення становила 205 осіб/км².  Було 608 помешкань (106/км²).
Расовий склад населення:
| - 93,5 % — білих - 3,1 % — чорних або афроамериканців - 0,2 % — корінних американців - 0,2 % — азіатів |

До двох чи більше рас належало 3,1 %. Частка іспаномовних становила 0,8 % від усіх жителів.
За віковим діапазоном населення розподілялося таким чином: 21,1 % — особи молодші 18 років, 59,0 % — особи у віці 18—64 років, 19,9 % — особи у віці 65 років та старші. Медіана віку мешканця становила 43,5 року. На 100 осіб жіночої статі у місті припадало 87,6 чоловіків;  на 100 жінок у віці від 18 років та старших — 84,5 чоловіків також старших 18 років.
Середній дохід на одне домашнє господарство  становив 60 099 доларів США (медіана — 55 739), а середній дохід на одну сім'ю — 73 862 долари (медіана — 62 727). Медіана доходів становила 42 734 долари для чоловіків та 35 991 долар для жінок. За межею бідності перебувало 5,6 % осіб, у тому числі 4,3 % дітей у віці до 18 років та 7,5 % осіб у віці 65 років та старших.
Цивільне працевлаштоване населення становило 606 осіб. Основні галузі зайнятості: освіта, охорона здоров'я та соціальна допомога — 20,6 %, будівництво — 13,9 %, роздрібна торгівля — 13,4 %, виробництво — 13,4 %.